# Skórzec
Skórzec è un comune rurale polacco del distretto di Siedlce, nel voivodato della Masovia.
Ricopre una superficie di 118,91 km² e nel 2004 contava 7 114 abitanti.